# 骆山大龙
骆山大龙是中國南京市溧水区和凤镇骆山村的傳統舞龍，是南京的非物质文化遗产，也是当地的重要民俗文化活动之一，至今已有400多年歷史。

## 表演
骆山大龙表演的时间通常是腊月二十四日到次年正月十八日，共二十五天。位于骆山村附近石臼湖湖滩是跳龙舞的场所。骆山大龙整个节目大可分为起草、白龙开光和舞龙表演三个阶段。起草為舞龍的開始，舞龍者依序排列於龍會門前，以三聲砲響及四盞大紅燈龍引領，進行舞龍表演。全村各家派人至少一人，参加舞龙的人中，不仅要有青壮年，还要有8至12岁的儿童，共有500多人。龙舞由弹珠、龙跳、云跳三个部分组成。弹珠為掌珠人引導龍首擺動前進做出的各種表演；龍跳人需分两隊交替上陣表演；云跳人則於龍身圍起多元字樣布條。

## 製作工藝
骆山大龙的制作主要步骤是捆绑龙神骨架、纸张、绘画等。水龙头高2.3米，宽2.2米，龙信共24节，每节长2.8米，整个大龙体场近100米。大龙到腊月24日起草完毕。此外，还需要制作龙旗、彩旗、大灯笼、马蹄炮等。第二个大类是制作云盘和刺绣。云盘共有66页，用竹子扎出轮廓，用蜡纸制作，上面画着云纹。彩绣分为头饰、礼服、刺绣等。